# Stadio Franco Fanuzzi
Lo stadio Franco Fanuzzi è un impianto calcistico della città di Brindisi della capienza di 7500 posti a sedere. Sorge in via Benedetto Brin 30, nel quartiere Casale, e ospita le partite casalinghe del Brindisi.
È intitolato a Franco Fanuzzi, presidente del Brindisi nonché imprenditore edile che, presa la squadra in Serie D nel 1966, la portò in Serie B nel 1972 (campionato in cui la squadra ha militato sino al 1976). Dopo la morte di Fanuzzi, avvenuta l'8 maggio 1974, l'amministrazione comunale intitolò alla sua memoria l'impianto sportivo.

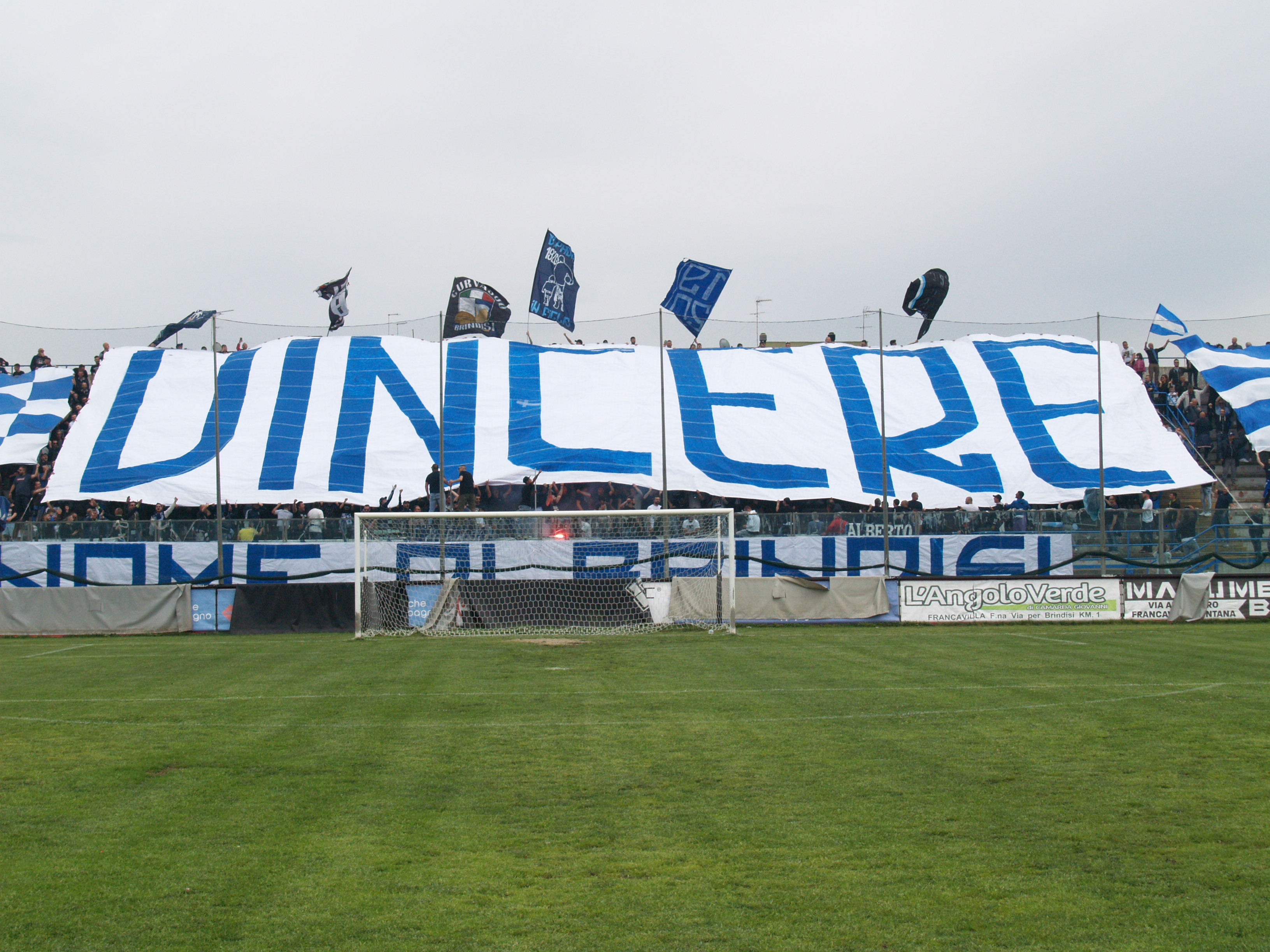
La "Curva Sud Michele Stasi"

## Storia
Il 27 agosto 1928 il prefetto Perez diramò la seguente circolare a tutti i podestà della provincia: "La Provincia di Brindisi non ha ancora un solo Campo sportivo, il che le crea una condizione di inferiorità rispetto alle altre consorelle d'Italia che deve essere subito eliminata. Io mi lusingo che una nobile gara si stabilirà fra i vari Podestà per la più pronta attuazione del Campo Sportivo, in modo che esso possa essere presto un fatto compiuto a dimostrazione che la nostra provincia è sempre in prima linea nell'obbedire alla volontà lungimirante del Duce". L'accenno alla volontà in tal senso di Benito Mussolini, essendo risaputo quanto il Duce ritenesse importante l'esercizio fisico per la formazione del giovane italiano, non poteva che far sorgere una immediata gara di solidarietà ed in men che non si dica furono raccolti i fondi necessari per la realizzazione dell’opera.
Il Comune di Brindisi, dal canto suo, mise subito a disposizione un terreno acquistato da Pio Guadalupi nella zona del Casale. Il progetto fu predisposto dall’Ufficio Tecnico Comunale nella persona dell’ing. Ugo D’Alonzo ed i lavori, appaltati all’impresa Cosimo Piccinni di Brindisi, iniziati il 26 giugno del 1929 terminarono in appena 4 mesi; il costo dell’opera finita fu di 143 996,45 lire contro le 120 000 preventivate, ma si realizzò anche la recinzione e l’ingresso monumentale (quello retrostante la Curva Sud) sul cui prospetto interno giganteggiava un fascio littorio.
L’impianto fu inaugurato il 27 ottobre 1929 alla presenza di tutte le autorità e di migliaia di cittadini: oltre al campo di calcio misurante 100 metri per 50, vi era la pista di atletica della lunghezza regolamentare di 400 metri.
Il campo sportivo era stato realizzato ma le tribune che accoglievano il pubblico erano ancora provvisorie; l’anno successivo il Comune di Brindisi "per dare maggiore efficienza al campo sportivo e per fornire al pubblico, che affluisce con entusiasmo per assistere ad ogni competizione sportiva, quelle indispensabili comodità" decise di realizzare in un’unica struttura in cemento armato di 14 gradoni due gradinate ai lati con la tribuna coperta al centro.
Raccolte rapidamente altre 178 000 lire, furono realizzate, sempre su progetto dell’ingegner D’Alonzo ma con lavori appaltati alla impresa Piero Giuliani di Roma, anche tali opere che furono inaugurate il 27 ottobre 1931. I posti disponibili per gli spettatori, dai 1 500 originari, vennero via via ampliati fino a 4 000 quando, nel dopoguerra, il Brindisi fu ripescato in Serie B; tali strutture resistettero per circa 40 anni fino a quando il Brindisi riconquistò sul campo la Serie B e, nell’estate del 1972, la capienza dell’impianto, salvata la sola struttura in cemento della Tribuna, fu portata a 18 000 posti con una spesa di circa 400 000 000 di lire.
Nel giugno 1997 lo stadio fu sede di due partite della fase a gironi dei XIII Giochi del Mediterraneo.
La ristrutturazione comportò la demolizione settore per settore: il primo ad essere smantellato fu il settore distinti, cioè l’attuale gradinata opposta alla tribuna coperta, che fu ricostruito in calcestruzzo, poi fu demolita la tribuna centrale, che conteneva anche gli spogliatoi da cui si accedeva tramite un sottopasso, e le curve poste in direzione sud, per esser sostituite dall’attuale blocco costituente Tribuna centrale, tribune laterali e Curva Sud. Contemporaneamente a questi lavori gli spogliatoi sono stati edificati in una apposita e separata palazzina posta a nordovest; per ultime sono state demolite le due curve poste a nord ma non furono immediatamente sostituite con l’attuale curva nord anche perché il declino del calcio brindisino degli anni novanta convinse gli amministratori dell’epoca ad utilizzare diversamente i denari raccolti e solamente nel 2002, quando il Brindisi ritornò tra i professionisti, si rimise mano al progetto che prevedeva la costruzione della curva nord che sarebbe dovuta essere anche essa destinata al pubblico brindisino. Questa struttura fu realizzata in poco tempo ed era praticamente già pronta nel 2004 ma fu inaugurata solamente due anni più tardi e, stanti le nuove direttive di pubblica sicurezza che hanno cominciato ad imporre in maniera sempre più stringente la necessità di un settore ospiti completamente separato da quello occupato dal pubblico di casa, è attualmente destinata esclusivamente ad ospitare la tifoseria avversaria.
Nel giugno 2023, con il ritorno della squadra cittadina in un campionato professionistico, l'impianto necessitava di interventi di rifacimento, in primis manto erboso, potenziamenti dell'impianto di illuminazione e impianto di video sorveglianza. Il manto erboso fu ammodernato nel 2009 con la presidenza Barretta, mentre gli impianti di illuminazione e videosorveglianza vennero ammodernati nel periodo in cui la Virtus Francavilla militava in deroga nell'impianto brindisino, in attesa dell'omologazione del suo stadio per la terza serie. Oltre a questi interventi, sono previsti interventi di rifacimento di spogliatoi, gradinata e tribuna con apposizione di seggiolini, locali sanitari e mura perimetrali. Al fine di una ristrutturazione più approfondita, che lo possa rendere idoneo anche ai canoni e parametri richiesti della Serie B, lo stadio è stato inserito preliminarmente all'interno degli impianti per i XX Giochi del Mediterraneo, che si svolgeranno tra Taranto e località limitrofe nel 2026.

## Intitolazione
La fretta per la realizzazione della struttura comportò una curiosa dimenticanza, quella di dare un nome all’impianto: dovette essere una nota di biasimo del prefetto Perez a sollecitare l’Amministrazione comunale e spingere il podestà di Brindisi a denominarlo, con delibera del 9 novembre 1929, "Campo Sportivo del Littorio".
Con la caduta del fascismo, furono rimossi l'intitolazione "Littorio" dall'arco dell’ingresso monumentale e il fascio littorio posto sulla parte interna dello stesso arco, ma da allora lo stadio comunale è rimasto senza nome fino alla fine del '900 tanto che i radiocronisti di tutto il calcio minuto per minuto lo hanno chiamato negli anni settanta "Benedetto Brin", che era la via su cui insisteva la struttura. Finalmente, il 18 gennaio 2000, il consiglio comunale di Brindisi decideva di intitolare l'impianto sportivo al commendatore Franco Fanuzzi, eletto "benemerito della città", il presidente prematuramente scomparso l’8 maggio del 1974 a 54 anni di età, quando il suo Brindisi militava in Serie B.
Il 3 gennaio 2003 la curva sud è stata intitolata con una lapide a Michele Stasi, un ultrà brindisino deceduto in seguito ad un incidente sul lavoro il 16 ottobre 2001 a soli 36 anni. Nel 2023, alla memoria di Michele Stasi, vengono aggiunti in ricordo altri due tifosi tristemente scomparsi: Alberto Rimini (nel 2012) e Antonio Sembiante (nel 2023).
Nel 2013, la tribuna centrale viene dedicata a Dino "Bleck" Cremaschi, indimenticato attaccante della promozione del Brindisi dalla Serie C alla Serie B nella stagione 1970-1971.

## Dati tecnici
Il Fanuzzi è composto da una ampia tribuna centrale coperta con tutti posti a sedere, una gradinata opposta alla tribuna, la curva sud Michele Stasi e la curva nord (settore ospiti). Lo stadio conta 7 622 posti a sedere.
| Tribuna Coperta                              | Capienza |
| Tribuna Autorità                             | 68       |
| Tribuna Vip                                  | 102      |
| Tribuna numerata Sud                         | 176      |
| Tribuna numerata Nord                        | 143      |
| Tribuna Laterale                             | 1 511    |
| Tot.                                         | 2 000    |
| Altri settori                                | Capienza |
| Gradinata                                    | 1 800    |
| Curva Sud                                    | 2 500    |
| Curva Nord Ospiti                            | 1 070    |
| Posti Stampa                                 | 62       |
| Postazioni per disabili (più accompagnatori) | 15 (+15) |
| Capienza omologata                           | 7462     |

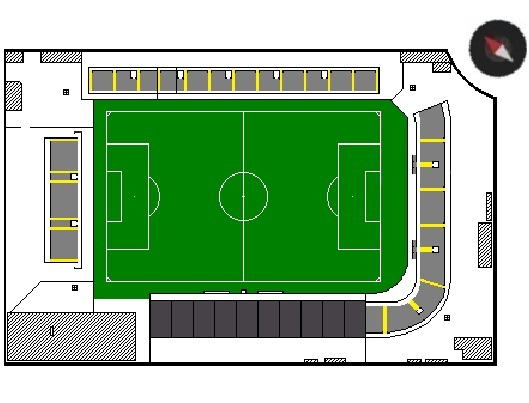
Planimetria dello stadio

- Sicurezza: numerazione di tutti i posti, individuazione cromatica dei settori lato Tribuna, accessi indipendenti, chiara segnaletica, videosorveglianza.
- Comfort: installazione di sedili per i posti di Tribuna Est e di Tribuna Ovest, servizi igienici.
- Campo di gioco: 105×65 m. in erba naturale
- Struttura: in acciaio e cemento.

## Partite di livello internazionale

### XIII Giochi del Mediterraneo
| Arbitro: | Cesari |

|                                                 |           |  |
| Liberopoulos 16’, 40’ (rig.) Konstantinidis 23’ | Marcatori |  |

| Arbitro: | Cesari |

|       |           |  |
| Topić | Marcatori |  |